# Йоганн Вера
Йоганн Александр Вера Тапіа (ісп. Johann Alexander Vera Tapia; нар. 4 грудня 1995, Гуаякіль, Еквадор) — еквадорський співак, автор пісень і актор.
Він почав свою кар'єру в 10 років з участі в колумбійському шоу RCN «Factor X» разом з Каміло і Greeicy. Потім він брав участь у першому сезоні американського реаліті-шоу «La Banda», створеному Рікі Мартіном і Саймоном Ковеллом. В обох випадках він потрапив у групу фіналістів.
Працюючи як незалежний виконавець, він випустив такі сингли, як «Donde Nací», «Vuelo a Paris» і «Pretty Girl», а також з'являвся в таких телевізійних шоу, як «Чампета, ритм Землі» на Disney Channel, «Клуб 57» на Nickelodeon, «Мешап Каллі» тощо.
У 2020 році Вера представляв Еквадор на Міжнародному пісенному фестивалі Вінья-дель-Мар, вигравши нагороду «Срібна чайка» (ісп. Gaviota de Plata) — друга в історії, яку отримав еквадорський артист.

## Біографія
Йоганн Александр Вера Тапіа народився в Гуаякілі 4 грудня 1995 року в родині Джайо Вери та Ширлі Тапіа. У нього є молодша сестра на ім'я Стефані та старший брат на ім'я Крістіан.
Коли Йоганну виповнилося шість років, родина переїхала до Боготи, де він прожив наступні 10 років і зустрів більшість своїх друзів. Під час свого перебування в Колумбії він брав участь у «Factor X», а пізніше приєднався до MISI, — відомої академії мистецтв.
Закінчивши середню школу в 15 років, він переїхав до Сполучених Штатів, де міг краще втілювати свою мрію життя. Працював статистом на телешоу та в рекламі; але його життя змінилося в 2015 році, коли він приєднався до шоу «La Banda» від Univision.
Станом на 2022 рік він проживає в Маямі, штат Флорида, і продовжує працювати як незалежний артист. Він щороку випускає музику, грає та публікує на своєму каналі YouTube.

## Кар'єра
Віра почала співати у віці дев'яти років у шоу RCN «Factor X», де його позиція фіналіста разом із Каміло і Greeicy дозволила йому отримати стипендію в академії мистецтв MISI. Після переїзду до США він брав участь у шоу Univision «La Banda» 2015 року, де працював із такими відомими співаками, як Рікі Мартін, Саймон Ковелл, Алехандро Санс і Лаура Паузіні.
У серпні 2016 року він випустив свій перший незалежний сингл і музичне відео «Pretty Girl (Tu Canción)». Здебільшого відео було знято в Лос-Анджелесі. Пізніше в тому ж році він також випустив сингл під назвою «Tíralo», а музичне відео було зняте в Боготі, Колумбія.
У 2017 році він випустив ще один сингл, цього разу з більш сентиментальною ноткою: «Vuelo a Paris». Музичне відео було знято в Нью-Йорку. Того ж року він випустив «Ojo por Ojo» на свій день народження.
У 2018 році він випустив пісню «Nervioso» з відповідним музичним відео, знятим у Японії. Того ж року він також став першим еквадорським артистом, який коли-небудь співав на церемонії нагородження в Сполучених Штатах, випустивши свій сингл «Astronauta» на Univision Premios Juventud.
У 2019 році він випустив «Ahogando». Режисером і продюсером кліпу виступив сам Вера. Під час зйомок у різних місцях узбережжя Еквадору ми бачимо появу двох відомих еквадорських знаменитостей, — Наталі Кіньонес та Мікели Пінкай.
13 лютого 2020 року він випустив пісню «Perdón», яку вибрали для виконання на Міжнародному пісенному фестивалі Вінья-дель-Мар 2020, найбільшій латиноамериканській музичній премії. Його виступ приніс йому нагороду «Срібна чайка» (ісп. Gaviota de Plata). Пізніше того ж року він випустив «En Donde Están».
У 2021 році Вера випустив «Me Tienes Mal» і «Inevitable». Останній потрапив у топ-чарти Еквадору на кілька тижнів того ж року. Крім того, музичне відео було зняте разом із його давньою подругою Паулою Галіндо (широко відомою як Pautips) у їхній колишній школі в Колумбії. Того ж року Йоганн закінчив зйомки у «Kally's Mashup: Чудовий день народження Каллі!» та «Клуб 57».
У 2022 році Вера отримав натхнення створити нову пісню про Чемпіонат світу з футболу, натхненну Еквадором, яка потрапила в топ-хіт-парад країни. «Donde Nací» було прийнято еквадорськими вболівальниками як неофіційне вітання команди на тогорічному кубку. Ця пісня була використана в тисячах відео TikTok і Instagram, у тому числі впливовими діячами Еквадору, такими як Гільєрмо Лассо. Одна з найпопулярніших пісень сезону.

## Особисте життя
Йоганн Вера зробив камінг-аут як представник ЛГБТ.

## Дискографія

### Сингли таEP
| Рік  | Назва                                                | Примітки                                        |
| ---- | ---------------------------------------------------- | ----------------------------------------------- |
| 2016 | Pretty Girl (Tu Canción)                             |                                                 |
| 2016 | Pretty Girl (This One's For You) [Spanglish Version] |                                                 |
| 2016 | Tiralo                                               |                                                 |
| 2017 | Tiralo (The RNWY Remix)                              |                                                 |
| 2017 | Vuelo a París                                        |                                                 |
| 2017 | Flight to Paris                                      |                                                 |
| 2017 | Ojo por Ojo                                          |                                                 |
| 2018 | Nervioso                                             |                                                 |
| 2018 | Astronauta                                           |                                                 |
| 2019 | Ahogando                                             |                                                 |
| 2020 | Perdón                                               |                                                 |
| 2020 | En Dónde Están?                                      |                                                 |
| 2021 | En Dónde Están? (Acústico)                           |                                                 |
| 2021 | Inevitable                                           |                                                 |
| 2021 | Inevitable (English Live Session)                    |                                                 |
| 2021 | Me Tienes Mal                                        |                                                 |
| 2022 | El Profe                                             | Пісня випущена у співпраці з Brray і Jd Pantoja |
| 2022 | Donde Nací                                           |                                                 |

## Фільмографія

### Кіно
| Рік  |   | Українська назва                               | Оригінальна назва                             | Роль                |
| ---- | - | ---------------------------------------------- | --------------------------------------------- | ------------------- |
| 2021 | ф | Kally's Mashup: Чудовий день народження Каллі! | ісп. Kally's Mashup ¡Un cumpleaños muy Kally! | Шторм / ісп. Storm  |
| 2025 | ф |                                                | англ. Fatal Exposure                          | Хуліо / англ. Julio |

### Телебачення
| Рік       |   | Українська назва        | Оригінальна назва                    | Роль                                     |
| --------- | - | ----------------------- | ------------------------------------ | ---------------------------------------- |
| 2014—2014 | с | Шлях кожної відьми      | англ. Every Witch Way                | роль / англ. Giant John (1 серія)        |
| 2015—2015 | с | Кримінально божевільний | ісп. Demente criminal                | Херонімо / ісп. Jerónimo (5 серій)       |
| 2021—2021 | с | Клуб 57                 | ісп. Club 57                         | Неро / ісп. Nero (60 серій)              |
| 2021—2022 | с | Медсестри               | ісп. Enfermeras                      | Дієго / ісп. Diego (20 серій)            |
| 2024—2024 | с | Примат                  | ісп. Primate                         | Хуан Феліпе / ісп. Juan Felipe (1 серія) |
| 2025—2025 | с | Чампета, ритм Землі     | ісп. Champeta, el ritmo de la Tierra | Майкл / ісп. Michaell (10 серій)         |

### Ролі в театрі
| Рік       | Назва                              | Роль     | Примітки |
| --------- | ---------------------------------- | -------- | -------- |
| 2008-2009 | Oliver — MISI Colombia             | ансамбль |          |
| 2010-2011 | Michael Jackson Tribute — Colombia | соліст   |          |

## Нагороди й номінації
| Нагорода                                      | Рік  | Категорія                               | Результат |
| --------------------------------------------- | ---- | --------------------------------------- | --------- |
| Kids Choice Awards Colombia - Nickelodeon     | 2017 | Musical.ly (TikTok) Creator of the Year | Перемога  |
| Premios Tu Mundo                              | 2017 | Favorite Influencer                     | Перемога  |
| Premios Tu Mundo                              | 2017 | Favorite Artist of the Night            | Перемога  |
| Premios Disco Rojo — Radio Punto Rojo         | 2017 | Mejor Canción Urbana — Pretty Girl      | Перемога  |
| Premios MBN Ecuador                           | 2018 | Mejor Artista Revelación                | Перемога  |
| Premios Disco Rojo — Radio Punto Rojo         | 2018 | Mejor Canción Pop — Vuelo a Paris       | Перемога  |
| Premios Disco Rojo — Radio Punto Rojo         | 2018 | Mejor Artista Masculino                 | Перемога  |
| Міжнародний пісенний фестиваль Вінья-дель-Мар | 2020 | Срібна чайка                            | Перемога  |
| Premios Charts Ecuador                        | 2022 | Mejor Video Musical — Donde Nací        | Перемога  |